# Tipula huberti
Tipula huberti är en tvåvingeart som beskrevs av Günther Theischinger 1982. Tipula huberti ingår i släktet Tipula och familjen storharkrankar. Inga underarter finns listade i Catalogue of Life.